# Orde Polònia Restituta

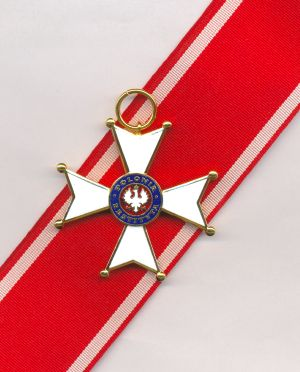
Orde Polònia Restituta

L'Orde de la Restitució de Polònia (Polonès: Order Odrodzenia Polski) és un orde creat el 4 de febrer de 1921 pel govern del Mariscal Józef Piłsudski. És atorgat tant a polonesos com a estrangers pels mèrits cap al País i la Nació Polonesa als camps de les ciències, l'art, la indústria, l'agricultura, la política, la filantropia, així com pels actes de valentia i auto-sacrifici.
Fins al 1974 també va ser una condecoració diplomàtica, oferta a les autoritats estrangeres.
Té 5 graus;
| 1. Gran Creu – Es llueix suspesa d'una banda sobre l'espatlla dreta i l'estrella a la dreta del pit.     |
| 2. Gran Oficial – Llueix la insígnia penjant del coll i l'estrella a la dreta del pit.                   |
| 3. Comandant – Llueix la insígnia penjant del coll.                                                      |
| 4. Oficial – Llueix la insígnia penjant d'un galó a l'esquerra de la guerrera. El galó porta una roseta. |
| 5. Cavaller – Llueix la insígnia penjant d'un galó a l'esquerra de la guerrera.                          |

## Història
Després de la I Guerra Mundial, el Govern de la renascuda República de Polònia decidí restaurar els Ordes de l'Àguila Blanca i Virtuti Militari, però no l'Orde de Sant Estanislau, donat que tenia massa reminiscències cap a la Rússia Tsarista; per la qual cosa es preferí la creació d'un nou orde que la succeís. Com Cap de l'Estat, el Mariscal Piłsudski va ser el primer Gran Mestre de l'Orde; i les primeres condecoracions van ser el 13 de juliol de 1921. L'Orde esdevenia el màxim honor polonès pels estrangers, i era atorgat pel Ministre d'Exteriors.
El 1944, el Comitè Nacional d'Alliberament Polonès, recolzat per la Unió Soviètica, instituí la seva pròpia versió de la condecoració, mentre que el Govern a l'exili continuava atorgant la seva (diferia en què a l'àguila se li havia eliminat la corona i els emblemes reials). Entre els condecorats durant la II Guerra Mundial figuren els Generals Dwight D. Eisenhower i Omar Bradley. Tot i el control comunista, el prestigi de l'orde romangué intacte, atorgant-se fins i tot a gent que difícilment serien un model comunista. L'orde es va salvar dels abusos, perquè simplement va ser deixada de banda en favor d'altres condecoracions més tradicionalment comunistes. Durant aquesta època l'Orde del Mèrit de Polònia resultà l'afavorida per atorgar als estrangers, si bé era menys prestigiosa.
Fins al 1990, el Govern a l'exili evità concedir els graus superiors, preferint usar els inferiors entre els polonesos i els amics de Polònia. El 22 de desembre de 1990, el darrer president a l'exili, Ryszard Kaczorowski, atorgà la insígnia a diversos polonesos, entre ells a Lech Walesa, el seu successor legítim com a President d'una Polònia lliure i Democràtica.
Les concessions invàlides han estat revocades, si bé les concedides pel govern comunista tenen el mateix estàtus que les altres.

## Insígnies
- Insígnia: Una creu de Malta d'esmalt blanc amb perles a les puntes. Al centre hi ha un medalló, a on apareix una àguila blanca coronada amb regalia sobre fons roig (l'escut de Polònia). Al voltant hi ha un anell en fons blau amb el lema en llatí "POLONIA RESTITUTA" (Polònia Restaurada). El revers és daurat (sense esmalt), i el medalló llueix l'any 1918 sobre fons roig.
- Estrella: De 8 puntes amb raigs platejats. Al medalló apareix el monograma RP (RZECZPOSPOLITA POLSKA - República de Polònia), i el lema de l'orde en un anell blau.

El galó és vermell amb una petita franja blanca als costats. El de Gran Creu fa 100mm, el de Comandant, 42mm i la resta, 35mm.